# 야마노우치 메이비
야마노우치 메이비(일본어: 山内明日, 1987년 7월 2일 ~ )는 일본의 前 배우이다.

## 출연작

### 드라마
- 2005년~2006년 《마법전대 마지렌쟈》 - 천공성자 루나젤 (천상성자 루나젤)/린 역
- 2005년, 2008년 《미토 코몬》
- 2009년 《가면라이더 W》
- 2011년 《고우~공주들의 전국~》 - 토요 역